# Джон Осборн (спортсмен)
Джон Осборн  (англ. John Osborn; нар. 8 вересня 1945) — британський яхтсмен, олімпійський чемпіон.

## Виступи на Олімпіадах
| Олімпіада     | Дисципліна | Місце |
| ------------- | ---------- | ----- |
| Монреаль 1976 | Торнадо    | 1     |